# Albert II de Brunswick-Grubenhagen
 (juin 2023).
Si vous disposez d'ouvrages ou d'articles de référence ou si vous connaissez des sites web de qualité traitant du thème abordé ici, merci de compléter l'article en donnant les références utiles à sa vérifiabilité et en les liant à la section « Notes et références ».
Pour les articles homonymes, voir Albert II.
Albert II est un prince de la maison de Brunswick né le 1er novembre 1419 et mort le 15 août 1485. Il règne sur la principauté de Grubenhagen de 1427 jusqu'à sa mort.

## Biographie
Albert II est le troisième fils du duc Éric et d'Élisabeth, une fille du duc de Brunswick-Göttingen Othon Ier « le Mauvais ». Petit-fils du duc Albert Ier, il est encore mineur à la mort de son père, le 27 mai 1427. Le cousin germain de son père, le duc Othon II de Grubenhagen-Osterode, assure jusqu'en 1440 la régence au nom d'Albert II et de ses frères Henri III et Ernest II (III). Après 1440, les trois frères, conformément à la tradition de la lignée de la principauté de Grubenhagen règnent conjointement jusqu'à la mort d'Henri en 1464. Après la disparition de son frère Henri, Ernest II intègre le clergé et Albert II devient le régent du fils mineur d'Henri III, Henri IV.
Albert II est impliqué de manière permanente dans les querelles locales. Par exemple en 1477, le duc
Guillaume II de Göttingen entre en guerre conte la cité d'Einbeck, qui relève de la principauté de Grubenhagen. En 1479, il campe avec son armée devant la ville. Les milices bourgeoises d'Einbeck sortent afin de le combattre à terrain découvert, mais le duc Guillaume leur tend une embuscade et leur défaite est totale. Selon les chroniqueurs, pas moins de 300 habitants sont tués et environ 800 sont capturés et emmenés par Guillaume dans son château d'Hardegsen. Le différend est réglé sans combat entre Albert et Guillaume le 5 décembre 1479 à Göttingen. La cité d'Einbeck doit accepter la « protection » de Guillaume et payer une rançon de 30000guilders pour libérer ses habitants captifs.
Devenu majeur en 1479, Henri IV s'accorde avec son oncle pour partager les possessions familiales. Albert garde les  châteaux de Herzberg et d'Osterode, tandis que Henri reçoit le château d'Heldenburg. La souveraineté sur les cités de Einbeck et Osterode reste partagée.
Albert meurt en 1485 et il est inhumé à Osterode am Harz.

## Union et postérité
Albert II épouse Élisabeth, fille du comte Wolrad Ier de Waldeck. Elle lui donne quatre fils et une fille :
- Juste (né et mort en 1472) ;
- Sophie (1474-1481) ;
- Ernest (1477 - mort entre le 2 septembre 1494 et le 3 mars 1496) ;
- Philippe Ier (1476 – 4 septembre 1551), prince de Grubenhagen ;
- Éric II (1478 – 14 mai 1532), évêque d'Osnabrück et de Paderborn (1508-1532) ; il est élu évêque de Münster en 1532 mais meurt avant sa consécration.